# Cabézon à poitrine d'or
Eubucco richardsoni
Espèce
Statut de conservation UICN

 LC  : Préoccupation mineure
Le Cabézon à poitrine d'or (Eubucco richardsoni) est une espèce d'oiseaux de la famille des Capitonidae, dont l'aire de répartition s'étend de la Colombie, au Pérou, à l'Équateur, à la Bolivie et au nord du Brésil.